# Scott Levy
Scott Anthony Levy (n. 8 septembrie 1964) este un wrestler american, mai cunoscut sub numele de ring Raven. 
El este cunoscut pentru aparițiile sale cu promoții de lupte profesionale, inclusiv Extreme Championship Wrestling (ECW), World Championship Wrestling (WCW), World Wrestling Federation/Entertainment (WWF/E) și Total Nonstop Action Wrestling (TNA). Recunoscut pe scară largă drept „unul dintre cei mai buni vorbitori din lupte”, Raven este cunoscut pentru „tacticile sale psihologice de heel” și gimmick-urile inspirate de grunge. Rivalitatea sa cu The Sandman la mijlocul anilor 1990 a fost descrisă drept „una dintre cele mai emoționante rivalități din istoria luptei profesioniste”. El este unul dintre cei mai decorați luptători din istorie, cu 37 de titluri în WWE, WCW, ECW și TNA, inclusiv fiind de trei ori campion mondial și având un record de 27 de domnii ca campion WWF/E Hardcore. După ce a avut o carieră de peste opt ani în Total Nonstop Action Wrestling (TNA), Raven a fost inclus în Impact Hall of Fame în 2022.

## Copilarie
Levy este de origine evreiască și s-a născut în Philadelphia, Pennsylvania, fiul lui Paul F. Levy, jurnalist și redactor principal al The National Enquirer. A absolvit liceul Lake Worth Community High School în 1982. A continuat să urmeze Universitatea din Delaware, unde a obținut o diplomă în justiție penală. Și-a luat un semestru liber de la facultate pentru a se înrola în Rezervația Corpului Marin al Statelor Unite.

## Cariera in wrestling

### Inceputul carierei(1988–1992)
Levy s-a antrenat ca luptător profesionist sub Larry Sharpe la Monster Factory din New Jersey, făcându-și debutul pe 20 februarie 1988 împotriva lui Jimmy Jack Funk.
La începutul carierei, Levy a concurat pentru World Wrestling Council din Puerto Rico, precum și pentru promovarea Continental Wrestling Association din Memphis, Tennessee, sub numele de ring „Scotty the Body”, unde i s-a dat personajul de a fi „jucăria” a lui Missy Hyatt, care l-a folosit în avantajul ei și al lui Eddie Gilbert. După ce a părăsit Memphis, Levy a luptat în Florida.
Apoi, Levy a călătorit în Canada, unde a concurat pentru scurt timp pentru promoția All Star Wrestling din Vancouver, British Columbia, înainte de a pleca din cauza diferențelor cu proprietarul Al Tomko. De acolo, s-a întors în Statele Unite, alăturându-se Pacific Northwest Wrestling în Portland, Oregon. În următorii trei ani, el a fost poziționat drept unul dintre tocurile principale, câștigând toate titlurile și s-a certat puternic cu Steve Doll. Managerul său în PNW a fost Taylor Made. După ce a luat o scurtă pauză, s-a întors la PNW ca un face și a început o rivalitate cu The Grappler. În vara anului 1989, Levy a făcut o serie de apariții sub o mască ca „Matman”, un personaj inspirat de Batman, care a făcut echipă cu Beetlejuice.
Luptând ca Scotty the Body, Levy a făcut o apariție unică la WWF Prime Time Wrestling într-un efort învins împotriva lui Koko B. Ware pe 9 octombrie 1990.
După ce a părăsit PNW, Levy s-a alăturat Federației Globale de Lupte din Dallas, Texas, unde a adoptat numele de ring „Scott Anthony”. Levy a făcut parte din factiunea cunoscut sub numele de „Cartelul”, alături de Cactus Jack, Makhan Singh, Rip Rogers și Max Andrews. Levy a servit, de asemenea, ca comentator color pentru emisiunile televizate ale GWF pe ESPN, alături de comentatorii play-by-play Craig Johnson și Scott Hudson.

### World Championship Wrestling (1992–1993)
În 1992, Levy s-a alăturat World Championship Wrestling (WCW). I s-a dat numele de ring „Scotty Flamingo” și trucul unui surfer din Florida, purtând chiar și o placă de surf pe ring. Potrivit acestuia, nu i-a plăcut personajul și nici stilul High-Flying, dar a fost forțat de promoteri. El a fost condus inițial de J. T. Southern. Levy a concurat în divizia WCW la categoria grea ușoară, câștigând campionatul WCW cruiserweight de la Brian Pillman pe 20 iunie 1992 la Beach Blast. A deținut titlul până pe 5 iulie 1992, când a fost învins de Brad Armstrong. Levy a continuat să se alinieze cu Diamond Dallas Page și Vinnie Vegas ca membru al „The Diamond Mine”. Levy va continua să se ceartă cu Pillman și Armstrong, înainte de a se cearta cu Johnny B. Badd. La Clash of the Champions XXI din 18 noiembrie 1992, Levy l-a învins pe Badd prin knockout.. Levy a părăsit WCW în februarie 1993, după dezacorduri cu Bill Watts.

### World Wrestling Federation (1993–1994)
După ce a părăsit WCW, Levy a luptat pentru scurt timp pentru United States Wrestling Association (USWA) înainte de a se alătura World Wrestling Federation (WWF) ca manager „Johnny Polo”, un copil răsfățat și bogat. El a fost plasat inițial cu Adam Bomb, apărând pentru prima dată în episodul WWF Superstars din 22 mai. A condus Bomb timp de patru luni, până când a fost înlocuit de Harvey Wippleman. Apoi a devenit managerul The Quebecers în septembrie, pe care i-a condus la trei domnii ca si campioni WWF Tag Team. Pe lângă conducere, Polo a apărut ocazional în competiții de echipe și de simplu, înfruntându-se cu Jim Powers, Virgil, Rick Steiner, Marty Jannetty, Doink the Clown, 1-2-3 Kid, Owen Hart și Pierre Oullette. Polo a lucrat, de asemenea, ca si comentator și co-gazdă la Radio WWF, iar în culise a lucrat ca producător  pentru Monday Night Raw. Levy a părăsit compania în octombrie 1994, ultimul său meci venind împotriva lui Adam Bomb pe 2 octombrie în Auburn Hills, Michigan. Ultima sa apariție în rolul lui Johnny Polo a fost la un show house la Montreal, Quebec, pe 21 octombrie, când l-a condus pe Pierre Oullette într-un meci împotriva lui Jacques Rougeau.

### Extreme Championship Wrestling (1995–1997)

#### Rivalitate cuTommy Dreamer(1995–1996)
După ce a părăsit WWF, Levy a început să dezvolte un nou personaj, „Raven”. Inspirat de poemul lui Edgar Allan Poe și de maestrul manipulator Zen al crimei al lui Patrick Swayze din filmul Point Break, personajul Raven era un mizantrop deprimat, sociopat, stoic și nihilist, care avea să livreze promoții elocvente, filozofice, presărate cu aluzii literare și care se termină cu sloganul, „Quoth the Raven „Nevermore””. Levy și-a schimbat dramatic aspectul, crescând până la aproximativ 235 lbs (107 kg), adăugând piercing-uri pentru nas și sprâncene și a început să lupte în pantaloni scurți de blugi zdrențuiți, o jachetă de piele, tricouri de trupă rock sau de benzi desenate, cizme de luptă și o legătură de flanel. în jurul taliei lui. După ce i-a prezentat fără succes personajul lui Jim Cornette, proprietarul Smoky Mountain Wrestling (SMW), Raven l-a abordat pe Paul Heyman, rezervatorul promoției Extreme Championship Wrestling (ECW) din Philadelphia, Pennsylvania, care a acceptat să-l aducă pe Raven ca folie. pentru Tommy Dreamer.
```
Vreau eliminarea prin orice mijloace necesare. A spus Raven „Nevermore”.
```

— Raven, ianuarie 1995
Raven a fost prezentat la ECW de Stevie Richards. La sfârșitul anului 1994, Richards a dezvoltat o „criză de identitate”, cântând sub numele de ring „Stevie Flamingo”, „Stevie the Body” și „Stevie Polo” - toate referiri la nume de ring foste folosite de Levy. După ce a suferit o altă pierdere în fața lui Tommy Dreamer, Richards a devenit furios și a susținut că îl va prezenta pe „adevăratul Johnny Polo”. Raven și-a făcut prima apariție în episodul ECW Hardcore TV din 10 ianuarie 1995, Richards dezvăluind că a avut o răzbunare împotriva lui Tommy Dreamer.
Raven a format o factiune cunoscuta sub numele de „Raven’s Nest”, cu Richards primul membru. În februarie, Johnny Hotbody și Tony Stetson s-au alăturat grajdului, numindu-l pe Raven „vocea generației [lor]”. Pe 18 martie 1995, la Extreme Warfare, Dreamer a pierdut în fața celor patru membri ai Raven's Nest într-un gauntlet.
Pe 8 aprilie 1995, la Three Way Dance, Raven i-a concediat pe Hotbody și Stetson, înlocuindu-i cu The Pitbulls. Mai târziu în acea seară, Raven a explicat istoria sa cu Dreamer, a dezvăluit că au participat împreună la o tabără de vară când erau copii, unde Raven a devenit iubitul lui Beulah McGillicutty, o fată supraponderală cu acnee, după ce a fost respinsă de Dreamer. Richards a dezvăluit apoi că a urmărit-o pe McGillicutty, care acum era un model Penthouse, care avea ura față de Dreamer. Mai târziu în acea noapte, Raven l-a înfruntat pe Dreamer într-un meci de simplu pentru prima dată, învingându-l în urma intervenției atât a lui Richards, cât și a lui McGillicutty. McGillicutty a devenit valeta lui Raven și iubita de pe ecran, intervenind în mod repetat în luptele lui cu Dreamer și primind ca rezultat numeroși piledrivers. ea avea să adauge o nouă dimensiune la cearta lui cu Dreamer. Cearta dintre Raven și Dreamer a escaladat la Barbed Wire, Hoodies & Chokeslams în iunie 1995, unde Raven's Nest a învins-o pe aliata lui Dreamer, Luna Vachon, înainte de a rupe câteva dintre degetele lui Dreamer. Pe 30 iunie 1995, la Mountain Top Madness, Raven și Richards l-au învins pe Public Enemy pentru a câștiga ECW World Tag Team Championship.
În iulie 1995, la Hardcore Heaven, după ce Raven și Richards au apărat cu succes ECW Tag Team Championship împotriva lui Dreamer și Vachon, Pitbulls au părăsit Raven's Nest, cu Frații Dudley înlocuindu-i la scurt timp după aceea. La Heat Wave din 15 iulie 1995, Dreamer și The Pitbulls i-au învins pe Raven și The Dudley Brothers. Mai târziu în acea seară, Dreamer l-a încătușat pe Raven și i-a oferit o fotografie de scaun numită „împușcătura de scaun auzită în jurul lumii”. Imaginile filmării cu scaunul au fost încorporate în secvența de titlu a ECW Hardcore TV. La Wrestlepalooza, pe 5 august 1995, în timpul unui meci pe echipe de opt oameni, Raven, Richards și Frații Dudley i-au învins pe Tommy Dreamer, Cactus Jack și Pitbulls după ce Cactus Jack, aliatul de multă vreme al lui Dreamer, s-a întors împotriva lui, alăturându-se  Raven's Nest. . Pe 16 septembrie 1995, la Gangstas Paradise, Raven și Richards au pierdut ECW World Tag Team Championship în fața The Pitbulls în urma interferenței lui Dreamer. Raven și Richards au recâștigat titlurile de la The Pitbulls pe 7 octombrie 1995 la South Philly Jam, doar pentru a le pierde în fața The Public Enemy mai târziu în acea seară. La November to Remember, pe 18 noiembrie 1995, Dreamer și Terry Funk i-au învins pe Raven și Cactus Jack în evenimentul principal. La același eveniment, Raven's Nest a primit un nou membru, The Blue Meanie, care a devenit lacheul lui Stevie Richards.

La December to Dismember, pe 9 decembrie 1995, Raven l-a învins încă o dată pe Dreamer, deși mai târziu în acea noapte, Dreamer, The Pitbulls și The Public Enemy i-au învins pe Raven, Richards, The Eliminators și The Heavenly Bodies într-un meci în cușcă „Ultimate Jeopardy”, când Dreamer l-a blocat pe Richards. La Holiday Hell, pe 30 decembrie 1995, Raven l-a învins pe Dreamer pentru a deveni candidatul numărul unu pentru Campionatul Mondial ECW , provocând fără succes campionul în exercițiu The Sandman mai târziu în acea seară. La același eveniment, Frații Dudley au părăsit Raven's Nest în urma unei confruntări cu Richards. În timpul pregătirii meciului, Raven și-a explicat în continuare ranchiunul față de Dreamer, acuzându-l pe Dreamer că nu a fost alături de el în timpul divorțului părinților săi, o acuzație pe care Dreamer a negat-o cu fermitate. La House Party din 5 ianuarie 1996, Richards a încercat să o sărute pe McGillicutty, care a refuzat, anunțând în cele din urmă că este însărcinată. După ce Raven s-a confruntat cu furie pe McGillicutty, ea l-a informat că el nu este tatăl, determinându-l pe Raven să-l atace pe Richards. McGillicutty a dezvăluit apoi că Tommy Dreamer a fost tatăl, Dreamer luând cu asalt ringul și învingându-l pe Raven, Richards și The Blue Meanie înainte de a-l îmbrățișa pe Beulah.
1. ↑  Czech National Authority Database, accesat în 1 martie 2022